# Votations fédérales de 2006 en Suisse
Six votations fédérales ont été organisées en 2006 en Suisse  les 21 mai, 24 septembre et 26 novembre.

## Mois de mai
Le 21 mai 2006, un objet est soumis à la votation.
1. Le référendum obligatoire sur la modification des articles de la Constitution sur la formation.

### Résultat
| Question  | Pour      | Pour | Contre  | Contre | Blancs | Nuls  | Total     | Inscrits  | Partici- pation |
| Question  | Votes     | %    | Votes   | %      | Blancs | Nuls  | Total     | Inscrits  | Partici- pation |
| --------- | --------- | ---- | ------- | ------ | ------ | ----- | --------- | --------- | --------------- |
| Formation | 1 137 450 | 85,6 | 191 666 | 14,4   | 21 941 | 5 002 | 1 356 059 | 4 877 897 | 27,80           |

## Mois de septembre
Le 24 septembre 2006, trois objets sont soumis à la votation.
1. L'initiative populaire du 9 octobre 2002 « Bénéfices de la Banque nationale pour l'AVS ».
2. Le référendum facultatif sur la Loi fédérale du 16 décembre 2005 sur les étrangers (LEtr).
3. Le référendum facultatif sur la modification du 16 décembre 2005 de la loi sur l'asile (LAsi).

### Résultats
| Question              | Pour      | Pour | Contre    | Contre | Blancs | Nuls  | Total     | Inscrits  | Partici- pation | Cantons pour | Cantons pour | Cantons contre | Cantons contre |
| Question              | Votes     | %    | Votes     | %      | Blancs | Nuls  | Total     | Inscrits  | Partici- pation | Entiers      | Demi         | Entiers        | Demi           |
| --------------------- | --------- | ---- | --------- | ------ | ------ | ----- | --------- | --------- | --------------- | ------------ | ------------ | -------------- | -------------- |
| Bénéfices de la BNS   | 973 831   | 41,7 | 1 359 514 | 58,3   | 43 402 | 8 844 | 2 385 591 | 4 893 927 | 48,75           | 2            | 1            | 18             | 5              |
| Loi sur les étrangers | 1 602 134 | 68,0 | 755 119   | 32,0   | 27 528 | 8 715 | 2 393 496 | 4 893 927 | 48,91           |              |              |                |                |
| Loi sur l'asile       | 1 598 399 | 67,8 | 760 787   | 32,2   | 26 033 | 8 587 | 2 393 806 | 4 893 927 | 48,91           |              |              |                |                |

## Mois de novembre
Le 26 novembre 2006, deux objets sont soumis à la votation.
1. Le référendum facultatif sur la Loi fédérale du 24 mars 2006 sur la coopération avec les Etats d'Europe de l'Est.
2. Le référendum facultatif sur la Loi fédérale du 24 mars 2006 sur les allocations familiales (loi sur les allocations familiales, LAFam).

### Résultats
| Question               | Pour      | Pour | Contre    | Contre | Blancs | Nuls  | Total     | Inscrits  | Partici- pation |
| Question               | Votes     | %    | Votes     | %      | Blancs | Nuls  | Total     | Inscrits  | Partici- pation |
| ---------------------- | --------- | ---- | --------- | ------ | ------ | ----- | --------- | --------- | --------------- |
| Europe de l'Est        | 1 158 494 | 53,4 | 1 010 190 | 46,6   | 28 926 | 7 659 | 2 205 269 | 4 902 446 | 44,98           |
| Allocations familiales | 1 480 796 | 68,0 | 697 415   | 32,0   | 20 850 | 7 418 | 2 206 479 | 4 902 446 | 45,01           |